# Station East Malling
East Malling is een spoorwegstation van National Rail in East Malling, Tonbridge and Malling in Engeland. Het station is eigendom van Network Rail en wordt beheerd door Southeastern. Het station is geopend in 1913.